# Tríptico del Juicio de Viena
El Tríptico del Juicio Final es un cuadro del pintor flamenco El Bosco, datable hacia 1482 o posterior, ejecutado en óleo sobre tabla que mide 163,7 centímetros de alto por 242 cm de ancho. Se encuentra en la galería de pinturas de la Academia de Bellas Artes, de Viena.
Hay otro tríptico dedicado también al Juicio Final realizado por El Bosco, un poco posterior (1506-1508) en la Alte Pinakothek de Múnich. Este Juicio Final de Viena permanece dentro de la tradición. El de la Alte Pinakothek constituye el apogeo de la visión demoniaca del Bosco.

## Historia
Como el resto de cuadros del Bosco, carece de una datación unánime entre los especialistas. El análisis dendrocronológico data la tabla del año 1482 o después.
Vermet identifica este tríptico con la obra encargada en 1504 por Felipe el Hermoso. En efecto, ese año 1504, una entrada del archivo de Lille habla del pago de treinta y seis libras por un Juicio Universal que «Monseigneur había ordenado para su nobre pracer». Este Monseigneur es Felipe el Hermoso, marido de la reina Juana de nueve pies de alto por once de ancho. Aunque no mide 9 x 11 pies, es posible que sea este Juicio Final del Museo de Viena, aunque también podría hacer referencia al de Múnich.
Koldeweij excluye que se trate del cuadro encargado por Felipe el Hermoso. Considera este autor que este tríptico, con el Carro de heno y el Jardín de las Delicias, ofrecen el desarrollo casi completo de la historia de la cristiandad, desde el Paraíso hasta el Infierno, según la admonición formulada con tanto vigor en la Devotio Moderna, para que los cristianos observaran la vida que llevan en la tierra e intentaran mejorar, con fe e imitando a Cristo.
En un inventario de 1659 aparece en la galería del archiduque Leopoldo Guillermo de Austria. A finales del siglo XVIII lo compró el conde Lamberg-Spritzenstein. Por medio de un legado pasó a formar parte de la gemäldegalerie (galería de pinturas) de la Academia de Bellas Artes de Viena. En los siglos XVII y XVIII fue restaurado y repintado, de manera que se perdió bastante color. Esto ha llevado a que algunos duden de que sea una pintura autógrafa del Bosco.

## Tríptico cerrado
Cuando el tríptico está cerrado, se ven las figuras de dos santos: a la izquierda, Santiago el Mayor, con 167,7 centímetros de alto por 60 cm de ancho; a la derecha, san Bavón.
Están pintados con grisalla sobre tabla. Abajo hay dos escudos vacíos. Las figuras están ejecutadas con firmeza, ajena a la vibrante pincelada de las grisallas del Bosco, por lo que se cree que las ejecutó un copista sobre dibujo del pintor.
Santiago está representado como un peregrino o caminante por un mundo lleno de maldad, pudiéndose observar a la izquierda un grupo de un ciego y un paralítico; a la derecha hay una pelea; detrás, un ahorcado, que podría hacer referencia a un milagro del santo, según La leyenda dorada, en la que se dice que resucitó a un ahorcado acusado de un crimen que no había cometido.
Por su parte, san Bavón, protector de Flandes, está representado como un joven caballero. En la muñeca izquierda tiene un halcón. Antes de entrar a un convento, Bavón repartió sus bienes entre los pobres, aquí representados por pordioseros y tullidos; la vieja de perfil con un niño en los hombros aparece en un dibujo atribuido al Bosco y que se conserva en una colección particular de San Francisco (Cinotti y Baldass).
Koldeweij considera que la presencia de estos santos se justifica, en cuanto a Santiago el Mayor, en su doble calidad de peregrino y apóstol, mientras que el segundo, san Bavón, que da limosna, por su función ejemplar.
Tríptico del Juicio de Viena (cerrado) Santiago el Mayor y san Bavón

## Tríptico abierto
Cuando se abre el tríptico se ve, de izquierda a derecha: el pecado original, el Juicio Final y el Infierno. Las escenas interiores están realizadas al óleo sobre tabla. Los paneles izquierdo y derecho miden 167,7 x 60 cm mientras que el panel central mide 164 x 127 cm.

### Postigo izquierdo: El Pecado original
A diferencia del postigo izquierdo del Jardín de las Delicias, en el que aparece Adán despierto, con Dios presentándole a Eva, aquí se le ve dormido, con la creación de Eva que se desprende de su costado y, en un segundo plano, la tentación, con Eva cogiendo el fruto que le tiende el demonio. Detrás se observa la expulsión del Paraíso con un ángel que lleva una espada. Predominan los tonos verdosos en el paisaje, formado por pocos árboles, matojos y algunas rocas. En lo alto, se ve a Dios creador.

### Tabla central: El Juicio Final
La fuente para esta representación del Juicio Final es el Apocalipsis de Juan. En la parte central, en lo alto, casi separado del resto de la composición, aparece Jesucristo juez, que está apoyado sobre un arcoíris mientras a los lados, sobre nubes, están la Virgen María y san Juan Bautista con un exiguo número de elegidos; en el resto de la composición se ha representado el mundo del pecado y las penas impuestas a los pecadores, cada uno de ellos torturado por diablos-grillos y figuras monstruosas, debido a sus propios vicios: abrasados, asados, ensartados, empalados, colgados de ganchos de carniceros, obligados a beber, insertados en extrañas máquinas, etc.
A diferencia de otras representaciones del Juicio Final, en que justos y pecadores están más igualados, aquí predomina el número de los condenados, que sufren diversos castigos, sin dejar casi espacio para los bienaventurados.
Predominan los tonos marronáceos, cada vez más oscuros conforme se acercan al horizonte, donde se ven construcciones en llamas. Solo en lo alto hay un intenso azul.

### Postigo derecho: El Infierno
Se repiten aquí los incendios de estructuras, tan típicos de la obra del Bosco, pues pueden verse similares igniciones en el panel derecho de El carro del heno, así como en el lateral derecho de El jardín de las delicias. Son edificios incendiados en los que se ve que el fuego viene desde abajo, como inspirándose en las entonces modernas armas de pólvora o explosiones, con lo que los infiernos que pinta el Bosco acaban pareciendo lugares de confrontación militar.
Este postigo presenta perfecta continuidad con el panel central, tanto en cromatismo como en contenido, pues en la visión del Bosco, 

«el infierno no es más que una extensión del Juicio universal: el príncipe de las tinieblas, al cual rinden homenaje seguidores y acólitos, ocupa el proscenio, mientras que las ánimas humanas condenadas, a las que se muestra en su desnudez, son expuestas a los más increíbles tormentos y suplicios. En este cuadro, el Bosco no pronuncia una homilía: en su concepción, Dios y su Hijo no encarnan el amor sino que son los ejecutores de una justicia severa, casi mosaica» (Larsen, 1998).

Predominan en estas escenas infernales las referencias a la «cocina» y a los instrumentos hechos de metal: los avaros son cocinados en pinchos, los iracundos colgados de ganchos de carnicería, y cocinados en una parrilla; algunos están atravesados por cuchillos; al bebedor se hincha el vientre de vino que sale, sin parar, de una cuba; la mujer es picada por la serpiente y roída por un escorpión; los agitados ruedan el molino sin descanso; los lujuriosos sufren castigo enlazados de tres en tres.
En la Caída de los ángeles de este Juicio Final aparecen diablos en figura de pedigüeños, debiendo recordarse que los lisiados se consideraban popularmente en el siglo XV como símbolo de la presencia del mal, del demonio y de las brujas.
Tríptico del Juicio de Viena (abierto) El Pecado original, el Juicio Final, el Infierno